# Vieux Fort
Pour les articles homonymes, voir Vieux-Fort.
Vieux Fort est une localité de Sainte-Lucie, chef-lieu du district de Vieux-Fort. Elle a organisé les Jeux de la CARIFTA en 2009.
Deux îlots, les Maria Islands, font face à la ville.
Vieux Fort est connu pour son aéroport international d'Hewanorra. 

## Économie
Ses marchés des vendredis et samedis sont réputés. C'est aussi le plus grand marché au poisson de Sainte-Lucie. 

## Histoire
Dans la seconde moitié du XVIIIe siècle, Vieux-fort était le centre économique de l'industrie sucrière.
D'après la légende, le flibustier Barbe Noire y avait établi son repère. 
La ville est une base des troupes américaines lors de la Seconde Guerre mondiale et est sillonnée de souterrains qui étaient utilisés pour stocker des denrées et des munitions.

## Galerie

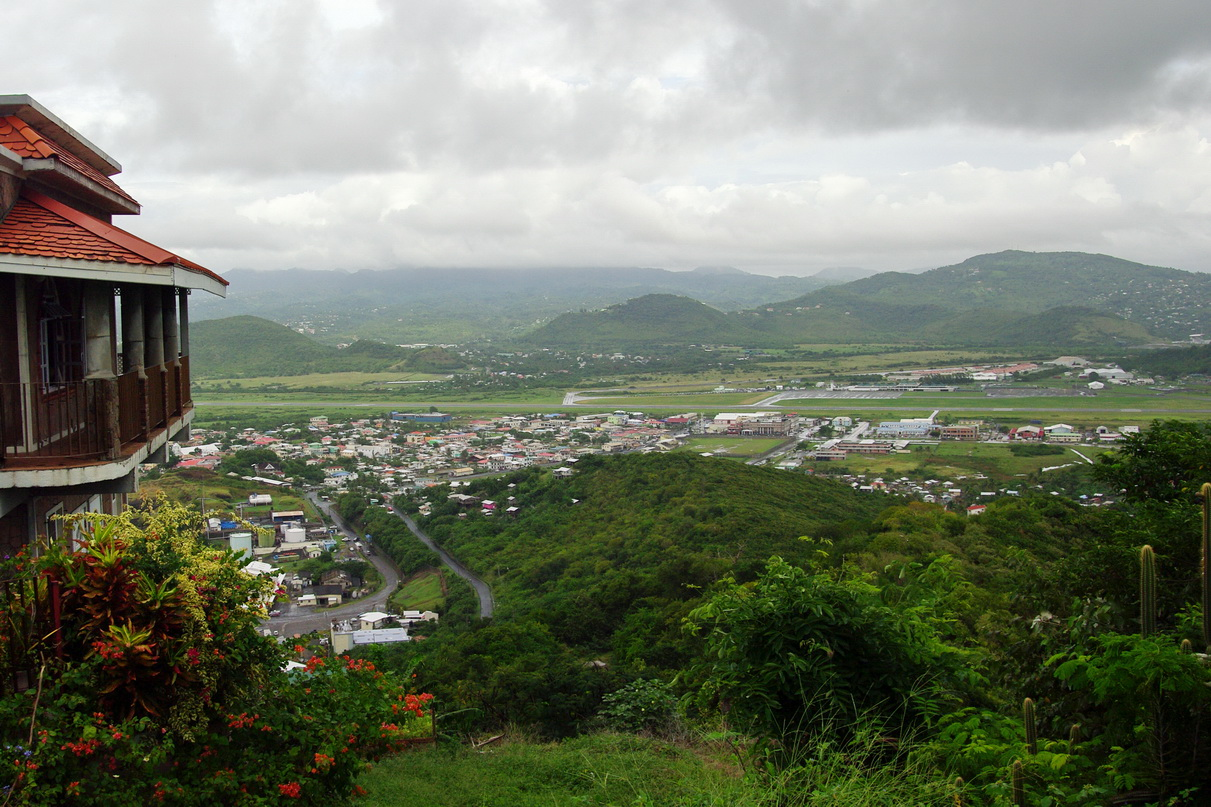
Vieux Fort.
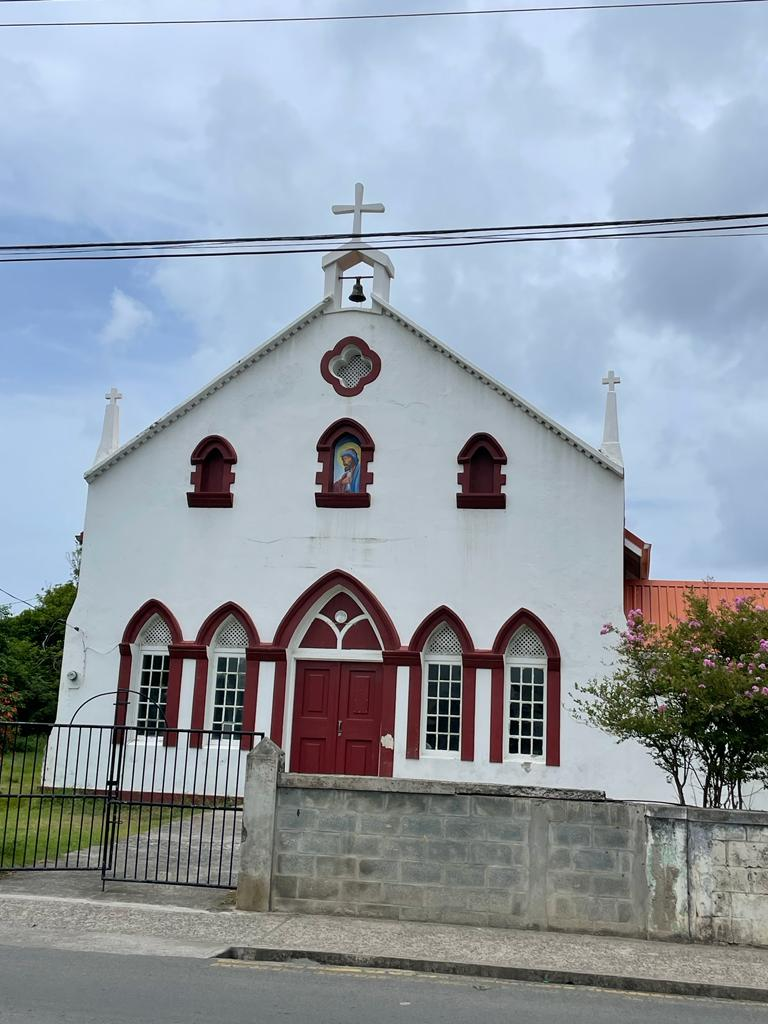
Église anglicane Saint Paul à Vieux Fort.
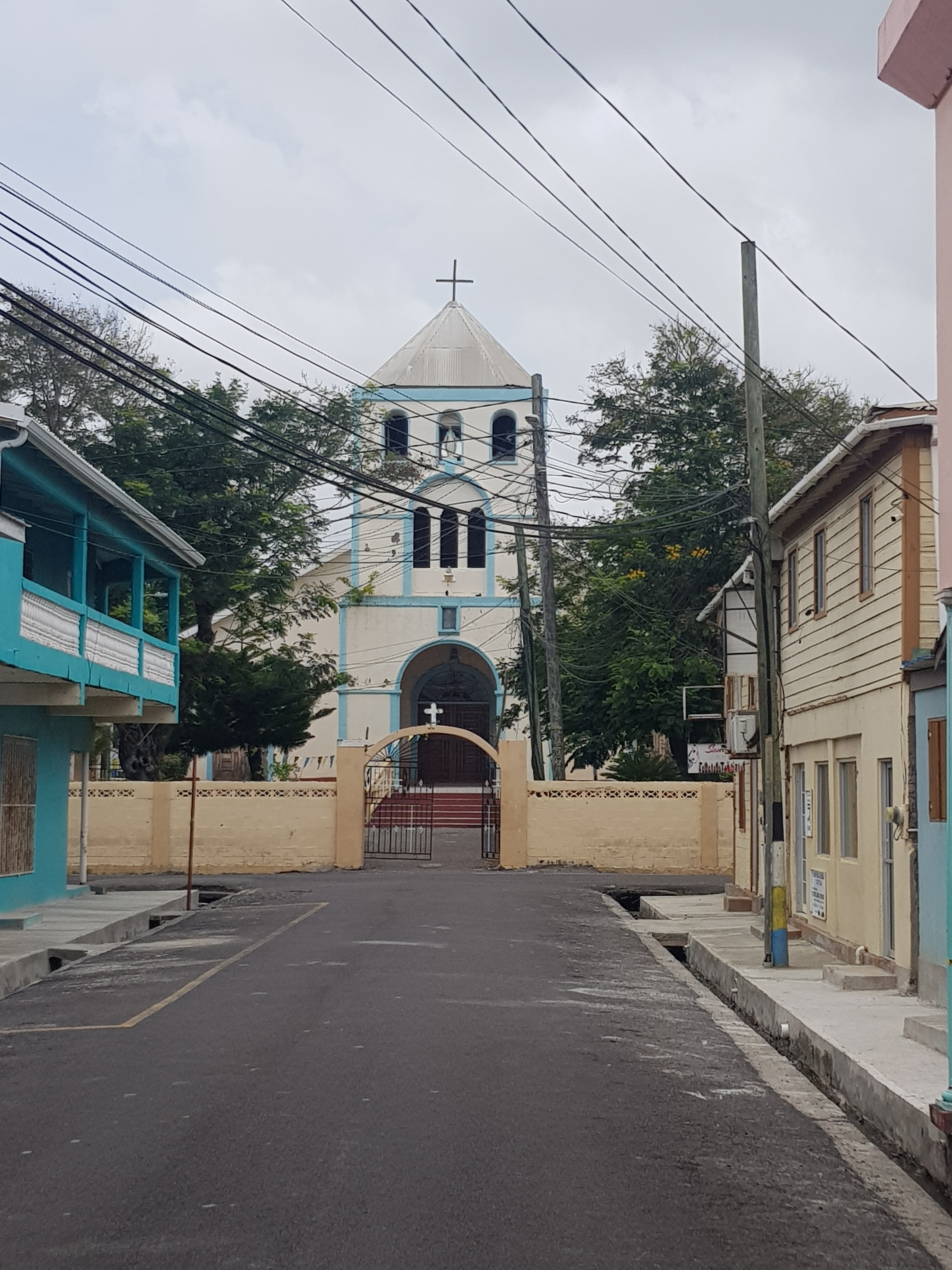
Our Lady Of Assumption Catholic Church.
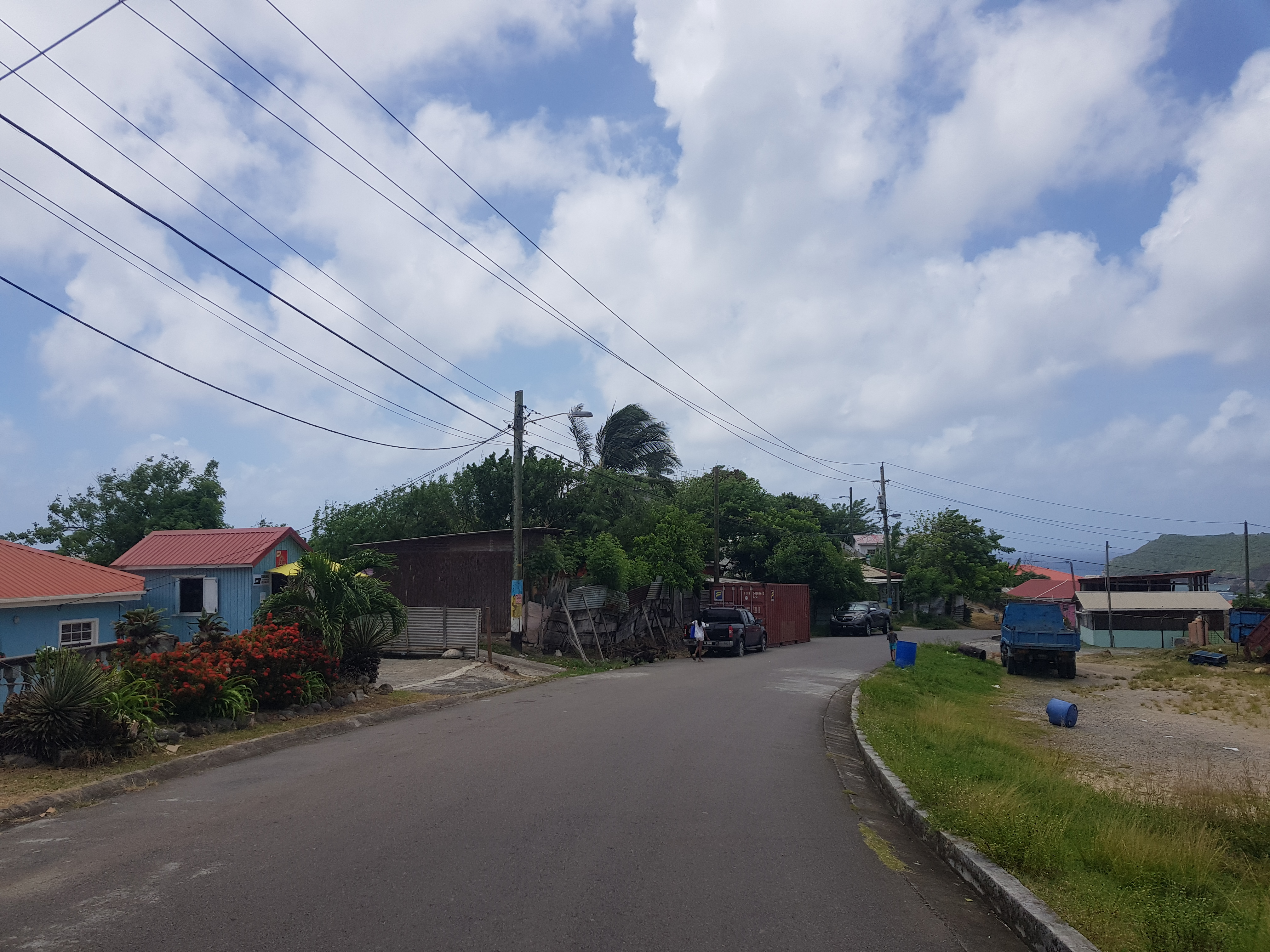
Rue de Vieux Fort, montée vers Eau Piquant.
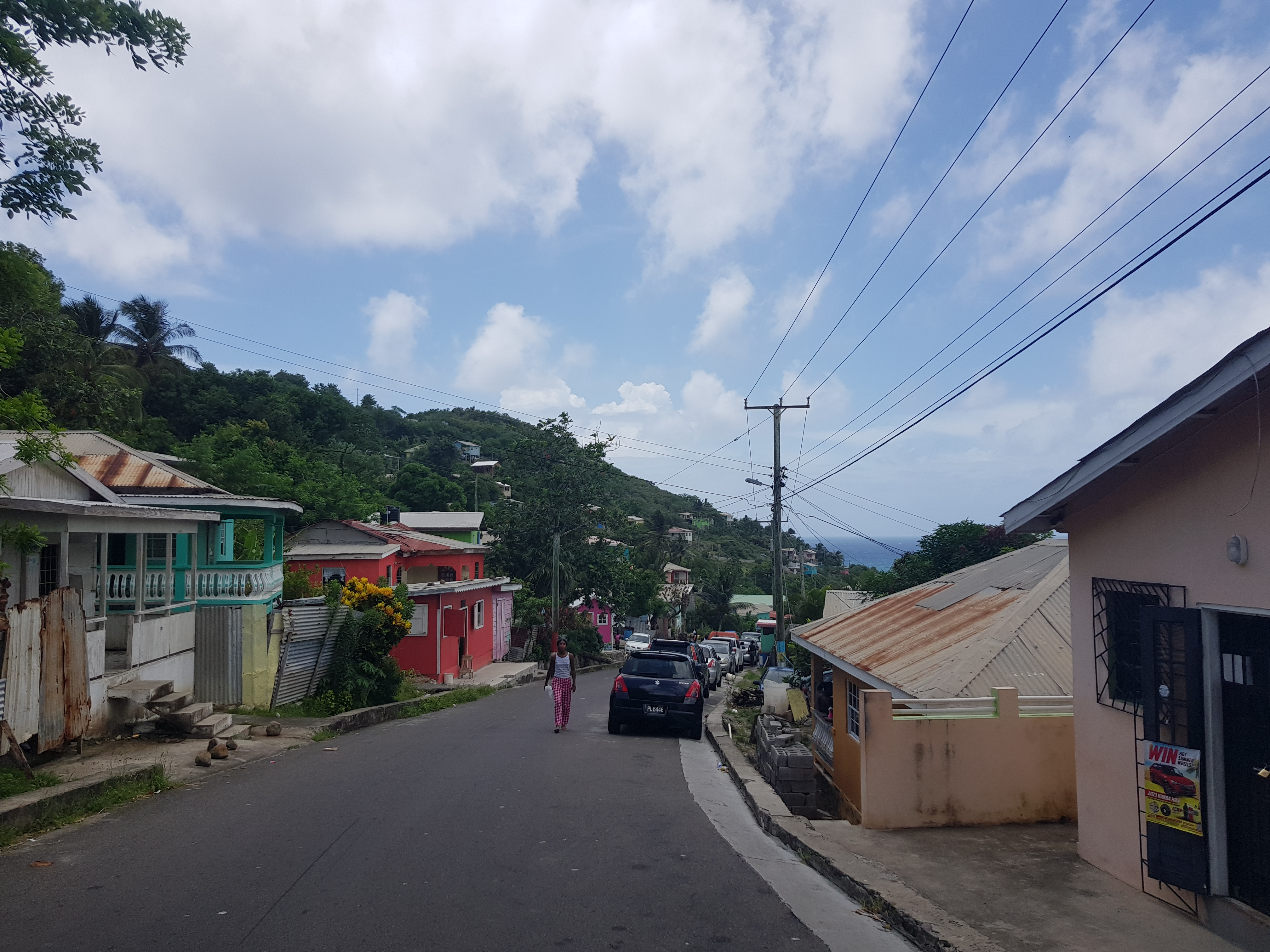
Eau Piquant (banlieue de Vieux Fort).